# باول بريغز
باول بريغز (بالإنجليزية: Paul Briggs)‏ هو لاعب كرة قدم أمريكية أمريكي، ولد في 18 أبريل 1920 في بروفيدنس في الولايات المتحدة، وتوفي في 14 فبراير 2011 في سانتا آنا في الولايات المتحدة.

## وصلات خارجية
- باول بريغز على موقع مرجع كرة القدم المحترفة.كوم (الإنجليزية)
- باول بريغز على موقع JustSportsStats.com (الإنجليزية)